# Велика Британія на літніх Олімпійських іграх 1968
На літніх Олімпійських іграх 1968 року Велику Британію представляли 225 спортсменів (175 чоловіків, 50 жінок). Вони завоювали 5 золотих, 5 срібних і 3 бронзові медалі, що вивело збірну на 10-е місце у неофіційному командному заліку.

## Медалісти
| Медаль | Спортсмен                               | Вид спорту       | Дисципліна                    |
| ------ | --------------------------------------- | ---------------- | ----------------------------- |
| Золото | Дейв Гемері                             | Легка атлетика   | Чоловіки, 400 м з бар'єрами   |
| Золото | Кріс Фіннеган                           | Бокс             | Чоловіки, до 75 кг            |
| Золото | Дерек Оллг'юзен Річард Мід Рюбен Джоунс | Кінний спорт     | Триборство, командна першість |
| Золото | Боб Брейтуейт                           | Стрільба         | Чоловіки, треп                |
| Золото | Родні Петтіссон Єлн Макдональд-Сміт     | Вітрильний спорт | Клас «Летючий голландець»     |
| Срібло | Ліліан Боард                            | Легка атлетика   | Жінки, 400 м                  |
| Срібло | Шейла Шервуд                            | Легка атлетика   | Жінки, стрибки в довжину      |
| Срібло | Дерек Оллгьюзен                         | Кінний спорт     | Триборство, особиста першість |
| Срібло | Маріон Кокс                             | Кінний спорт     | Конкур, особиста першість     |
| Срібло | Мартін Вудрофф                          | Плавання         | Чоловіки, 200 м батерфляєм    |
| Бронза | Джон Шервуд                             | Легка атлетика   | Чоловіки, 400 м з бар'єрами   |
| Бронза | Девід Брум                              | Кінний спорт     | Конкур, особиста першість     |
| Бронза | Робін Айшер Адрієн Джардін Пол Ендерсон | Вітрильний спорт | Клас «5,5 м»                  |